# ألفونس دس كوتورير
ألفونس دس كوتورير هو سياسي كندي، ولد في 12 فبراير 1885، وتوفي في 11 يوليو 1973 في مدينة كيبك في كندا. نشط حزبياً في الاتحاد الوطني. وقد انتخب عضو الجمعية الوطنية في كيبك ‏.